# سكوت فورستال
سكوت فورستال (بالإنجليزية: Scott Forstall)‏ هو مهندس البرمجيات الأمريكي وهو المعروف بتصدره قيادة فريق تطوير البرمجيات الأصلي لآيفون وآيباد. بعد أن قضى حياته المهنية لأول مرة في نكست ثم أبل، وكان نائب الرئيس الأول (SVP) من آى أو إس البرامج في شركة أبل من عام 2007 وحتى أكتوبر 2012.

## النشأة والتعليم
ووفقا لمقالة بيزنس ويك، نشأ فورستال في عائلة من الطبقة المتوسطة في مقاطعة كيتساب، واشنطن، وكان ترتيبه الثاني لثلاثة أولاد لأم مسجلة ممرضة وأب مهندس. شقيقه الأكبر بروس هو أيضا كبير مهندسى تصميم البرمجيات، في مايكروسوفت.
كان فورستال طالبا موهوبا اكتسب مهارات في البرمجة التي أتت إليه أو جائته بسهولة «حيث كانت من الصعب على الآخرين»، تأهل فورستال للعلوم المتقدمة ودرس الرياضيات في المدرسة الثانوية، واكتسبت خبرة في البرمجة للحاسوب ابل آي آي إي.
تم إنه قد تخطي عاما دراسيا قدما، وهكذا دخل المدرسة الثانوية في وقت مبكر، حيث يتذكره زملاء له أنه إنغمس في لعبة شطرنج تنافسية، وتعمق في التاريخ، والمعرفة العامة، وتنافس على مستوى الدولة. فحقق الكمال حيث حصل على تقدير دراسي (التعليم) ما يعادل 4.0 وحصل على مستوى الطالب المتفوق، وهو المنصب الذي تقاسمه مع المرأة التي ستصبح زوجته لاحقا. وكان قد أنشأ الهدف من كونه «مصمم المعدات والالكترونيات ذات التكنولوجيا العالية»، كما أعلن في مقابلة مع صحيفة محلية.
وإنخرط في جامعة ستانفورد، وتخرج في عام 1991 وحصل على شهادة البكالوريوس في النظم الرمزية. وفي العام التالي حصل على درجة الماجستير في علوم الكمبيوتر، من ستانفورد أيضا. خلال الفترة التي قضاها في جامعة ستانفورد، كان فورستال عضوا في الأخوة فاي كابا بسي.[بحاجة لمصدر]

## الحياة العملية
انضم فورستال إلى ستيف جوبز نكست في عام 1992 وبقي حتى تم شراؤها من قبل شركة آبل في عام 1997. ثم عين فورستال مسؤولا عن تصميم واجهات المستخدم للحصول على تنشيط خط ماكنتوش. في عام 2000، أصبح فورستال رائدا في مجال تصميم واجهة مستخدم جديدة تختص بماك أكوا، والمعروفة تحت عنوان-مياهه البصرية مثل الرموز الشفافة والانعكاسات، مما جعله نجما صاعدا في الشركة. تمت ترقيته إلى نائب أول للرئيس في يناير 2003. خلال هذه الفترة، قيل انه أشرف على إنشاء متصفح ويب سفاري. دون ميلتون، مطور كبير في فريق سفاري، قال إن الفضل يعود لفورستال لإنه على استعداد للثقة بجهود فريقه واحترام قدرته على تطوير المتصفح سرا.
في عام 2005، عندما بدأ جوبز التخطيط لآيفون، كان لديه خيار إما إلى «تقليص ماك، الذي سيكون إنجازا وملحمة هندسية، أو تكبير آي بود». جوبز فضل النهج السابق ولكنه حفز فريقى ماكنتوش وأيبود بقيادة فورستال وطوني فاضل، على التوالي، ضد بعضهما البعض في منافسة داخلية. فاز فورستال في هذه المنافسة الشرسة لخلق نظام تشغيل أبل آي أو إس. هذا القرار قد مكن لنجاح آيفون كمنصة لمطوري الطرف الثالث: استخدام نظام تشغيل سطح المكتب المعروف كأساس للعديد من مطورى ماك طرف ثالث من كتابة البرامج لآيفون مع الحد الأدنى من إعادة التدريب. كان فورستال أيضا مسؤولا عن إنشاء أدوات لمجموعة مطوري البرامج لبناء تطبيقات آيفون، فضلا عن المتجر في أي تيونز.
في عام 2006، أصبح فورستال مسؤولا عن إصدارات ماك أو إس OS X بعد تنحى أفاديس تيفانيان عن منصبه كرئيس تنفيذي لتكنولوجيا البرمجيات للشركة وقبل تعيينه نائب أول لرئيس برمجيات آيفون.  تلقى فورستال تكليفا كما أنه «كان يدير تصور فريق برمجيات آى أو إس وكان يحظى باحترام واسع لقدرته على أداء تحت الضغط».
وقد تحدث علنا انه في مؤتمر آبل العالمي للمطورين، بدأ يتحدث عن ليوبارد ماك أو إس Mac OS X في عام 2006 وتنمية برمجيات آيفون في عام 2008، في وقت لاحق بعد الإفراج عن آيفون 2.0 وإصدارات الجيل الثالث 3G ، في كانون الثاني 27، 2010، في 2010 آبل آيباد. في WWDC عام 2011، قدم فورستال آى أو إس 5. فورستال أيضا يظهر في فيديو آى أو إس 5، رواية نحو ثلاثة أرباع من مقطع، أبل آى أو إس حدث خاص كبير. في «دعونا نتحدث عن حدث إطلاق آيفون» اي فون 4S ، وقال انه اتخذ مرحلة للتدليل على تكنولوجيا الهاتف سيري للتعرف على الصوت، والتي وضعت أصلا في SRI الدولية.
وقد تلقى المساعد الصوتى الشخصي الذكي سيري الذي قدمه فورستال في سبتمبر 2011، ردود أفعال مختلطة مع بعض المراقبين متهمين إياه «بالتخبط». وانتقد فورستال بصرامة بعد خرائط أبل، الذي ظهر في آي أو إس 6، تلقى انتقادات لعدم الدقة التي كانت لا ترقى إلى معايير أبل. وفقا لآدم لاشنسكى من مجلة  فورتشن ، عندما أصدرت أبل اعتذارا رسميا للأخطاء في الخرائط، رفض فورستال التوقيع عليه. تحت ممارسة طويلة الأمد في شركة أبل، كان فورستال هو «الفرد المسؤول المباشر» عن الخرائط، ورفضه التوقيع على الاعتذار أقنع كوك أن فورستال كان عليه أن يذهب.

## الرحيل من أبل
في أعقاب الإفراج عن آي أو إس 6، في 19 سبتمبر 2012، أضحت تلك فترة مضطربة لأبل. تطبيق الخرائط الذي أدخل حديثا، الذي صمم تماما في المنزل من قبل شركة آبل، قد انتقد لكونه متخلفا، ويفتقر إلى التفاصيل. وبالإضافة إلى ذلك، فإن تطبيق الساعة، قد استخدام تصميما على أساس علامة تجارية ساعة السكك الحديدية السويسرية، والتي فشلت أبل في الحصول على ترخيصها، مما اضطر شركة أبل لدفع 20 مليون دولارا إلى السكك الحديدية السويسرية على سبيل التعويض. في أكتوبر، ذكرت أبل نتائج الربع الثالث التي أظهرت نمو الإيرادات والأرباح أقل مما كان متوقعا، وفي الربع الثاني على التوالي كان يبدو أن الشركة قد أهملت توقعات المحللين.

## الوضع الحالى
فورستال لم يحدث أي ظهور علنى منذ رحيله من شركة أبل. وقال تقرير في ديسمبر 2013 أنه قام بالتركيز على السفر، وتقديم المشورة إلى الجمعيات الخيرية وتقديم المشورة غير الرسمية لبعض الشركات الصغيرة.